# Szponiastonóg kameruński
Szponiastonóg kameruński, frankolin kameruński (Pternistis camerunensis) – gatunek średniej wielkości ptaka z rodziny kurowatych (Phasianidae). Występuje endemicznie w okolicach wulkanu Kamerun. Zagrożony wyginięciem. Nie wyróżnia się podgatunków.

## Morfologia
Wymiary dla holotypu są następujące: długość ciała ok. 31,1 cm, długość skrzydła 17 cm, długość ogona 6,35 cm i skoku 5,58 cm. U okazów zebranych w 1952 roku długość skrzydła samca wynosiła 189 mm, dwóch samic 171 i 177 mm. Dziób oraz naga skóra wokół oka i między okiem i dziobem czerwone. Głowa i kark szare. Pierś i brzuch szare, pokryte brązowymi plamami, tym drobniejszymi im bliżej głowy. Skrzydła i ogon brązowe. Nogi czerwonawe. U okazów samic zebranych w 1952 roku pierś czarna z dwoma płowymi pasami, boki pokryte nieregularnymi brązowo-szaro-czarno-płowymi plamkami, brzuch szarobrązowy, pokrywy podogonowe brązowe.

## Zasięg występowania
Całkowity zasięg występowania szacowany jest na około 200 km² i obejmuje południowo-wschodnie i północno-wschodnie zbocza wulkanu Kamerun. Znalezione w 1952 roku okazy zebrano na wysokości 1520–2130 m n.p.m.

## Status, zagrożenia
IUCN od 2000 roku klasyfikuje szponiastonoga kameruńskiego jako gatunek zagrożony wyginięciem (EN, Endangered); wcześniej, od 1994 roku posiadał on status narażonego (VU, Vulnerable). Liczebność szacowana na 600–1700 dorosłych osobników. Choć w trakcie prac w obszarze występowania w 1984 roku określony został jako pospolity, obecne obserwacje są rzadkie, a najczęściej szponiastonogi kameruńskie widuje się wtedy parami. Erupcja wulkanu Kamerun następuje średnio co około 20 lat, a pożary w rejonie wulkanu są zjawiskiem naturalnym; przypuszczalnie największe zagrożenie stanowi jednak regularne wypalanie łąk przez myśliwych, co zagraża zarówno jajom, jak i młodym, przebywającym w gęstym podszyciu lasów. Również same ptaki i ich jaja mogą być celem myśliwych. Na wschodnim zboczu wulkanu ma miejsce wycinka drzew.